# Salice Salentino
Salice Salentino es una localidad italiana de la provincia de Lecce, región de Puglia, con 8.822 habitantes. Es muy conocida por la producción de vino Negroamaro Salice Salentino DOC.

## Evolución demográfica
| Gráfica de evolución demográfica de Salice Salentino entre 1861 y 2001 |
|                                                                        |
| Fuente ISTAT - elaboración gráfica de Wikipedia                        |